# Гэкига
Гэкига (яп. 劇画 «драматичные картинки») — термин, которым в 1960-х годах называли японские комиксы (манга), отличавшиеся качеством и реалистичностью рисовки по сравнению с детской мангой («манга» дословно означает «весёлые картинки»), кроме того, гэкига имела более сложный и запутанный сюжет. Однако в настоящее время термин «гэкига» практически не употребляется. Его применяют в основном только для обозначения манги с нестандартным стилем рисования (реалистичные черты лица, пропорции тела) — например, этим термином можно описать позднее творчество таких мангак, как Осаму Тэдзука и Рёити Икэгами. Поскольку гэкига рассчитана на взрослую аудиторию, то в её сюжетах могут изображаться жестокость, сексуальные отношения и криминал, а основным персонажем может быть антигерой.

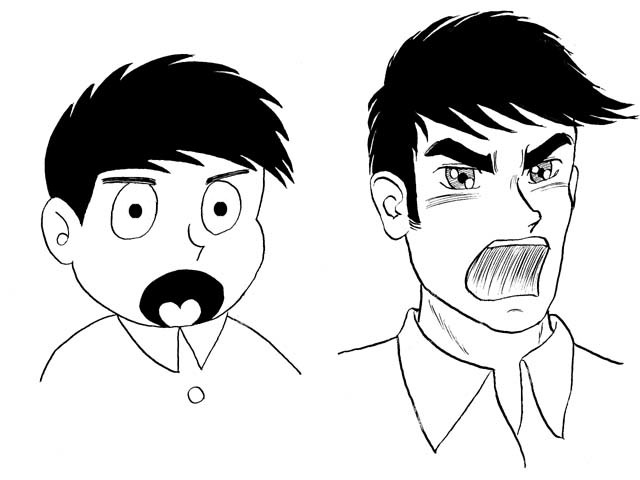
Пример реалистичной отрисовки персонажей в манге (справа)

Термин был введён Ёсихиро Тацуми, а позже использован другими художниками, которые не желали, чтобы их комиксы были известны как «весёлые картинки». Он начал публикацию первых «гэкига» в 1957 году. Западным аналогом термина является «графическая новелла». Он редко употребляется по отношению к современным авторам. Сейчас под ним понимается старомодный стиль рисовки.

## Мангаки
- Ёсихиро Тацуми
- Осаму Тэдзука (позднее творчество,[2] например, Ode to Kirihito)
- Ёсихару Цугэ
- Кадзуо Коикэ
- Госэки Кодзима
- Такао Сайто
- Хироси Хирата
- Сампэй Сирато
- Тэцуо Хара
- Рёити Икэгами
- Синдзи Нагасима
- Кадзуо Камимура